# Torre della televisione di Stoccarda
La torre della televisione di Stoccarda (in tedesco Fernsehturm Stuttgart) è la prima torre televisiva costruita al mondo. Grazie alle sue caratteristiche in campo estetico e tecnico-architettoniche essa è considerata come un modello per tutte le torri di successiva costruzione.

## Storia
Per la Germania la data del 25 dicembre 1952 è sinonimo del nuovo inizio della diffusione del segnale televisivo dopo la seconda guerra mondiale.
La televisione tedesca poteva però essere seguita solo da un ristretto numero di persone, questo anche a causa del prezzo troppo elevato degli apparecchi televisivi.
In quel periodo non era ancora stato costruito nessun tipo di trasmettitore per poter portare il segnale TV a Stoccarda, la qualità della ricezione risultava così essere mediocre.
Gli abitanti di Stoccarda non poterono così seguire in diretta eventi d'importanza planetaria, come l'incoronazione della regina Elisabetta II, avvenuta il 2 giugno 1953, o i Mondiali di calcio svoltisi in Svizzera nel 1954. 
Le lamentele circa l'impossibilità di ricevere un segnale di qualità non tardarono così ad arrivare, anche grazie all'abbassamento dei prezzi delle televisioni, le quali riscuotevano dunque maggior interesse nei consumatori.
La Hohe Bopser, ossia una collina alta 483 m situata a sud-est di Stoccarda, venne così identificata come il luogo idoneo per la costruzione di un trasmettitore che potesse distribuire il segnale TV alla città ed ai dintorni.
Il progetto originale prevedeva la costruzione entro l'estate del 1954 di una struttura in acciaio alta 200 m e con un costo complessivo di 200.000 marchi.
L'architetto ed ingegnere Fritz Leonhardt, che visionò casualmente i piani di costruzione, propose però una soluzione alternativa. A suo avviso una struttura come quella ideata avrebbe infatti rovinato il paesaggio attorno alla città di Stoccarda, tanto più che essa si sarebbe trovata in una posizione sia elevata che pregiata. Egli ideò così un nuovo progetto, il quale prevedeva di porre un caffè ed un punto di osservazione in cima alla torre. 
Il nuovo progetto di Fritz Leonhardt non si limitava dunque a prendere in considerazione la sola funzionalità tecnica della torre, ma forniva bensì una visione di una torre che potesse anche costituire un punto di svago.
A causa dei costi maggiormente elevati rispetto al progetto iniziale (il preventivo era di 1.7 milioni di marchi) alcuni membri del consiglio comunale di Stoccarda temevano un disastro finanziario per le casse cittadine, nonostante ciò, dopo lunghe discussioni, i lavori per la costruzione della torre iniziarono il 10 giugno 1954.
Parte della popolazione fece comunque pervenire il proprio disappunto quando, grazie alla propria altezza, la torre divenne visibile da tutte le parti della Stoccarda, in quanto essi ritenevano che una struttura di questo genere avrebbe rovinato in modo irreparabile la foresta che circonda la città di Stoccarda.
In ogni caso i lavori continuarono, e la costruzione della torre fu completata in soli 20 mesi, non comunque in tempo, come accennato sopra, per trasmettere in diretta le partite della Coppa del Mondo del 1954.
L'inaugurazione della torre avvenne nel 1956; il 5 febbraio dello stesso anno essa venne aperta al pubblico.

## La torre nel corso degli anni
Nel corso degli anni la torre della televisione, venuta a costare un totale di 4.2 milioni di marchi, ha subito vari interventi di manutenzione e di modernizzazione. I costi per queste migliorie superarono di gran lunga il costo totale della torre: tra il 1979 ed il 1983 vennero infatti spesi 11 milioni di marchi per l'ammodernamento dell'impianto ascensore, dell'approvvigionamento di elettricità, dell'aria condizionata e per le nuove attrezzature in dotazione alle cucine.
L'antenna di trasmissione è stata sostituita nel 1981 e nel 2000 a causa di un difetto.
Un ulteriore periodo di ristrutturazione ha avuto luogo tra aprile e novembre del 2005, costringendo i tecnici ad una chiusura totale della torre. In tale periodo sono state riviste alcune componenti, come il sistema di ventilazione, riscaldamento ed antincendio al fine di garantire una maggior sicurezza all'interno della struttura.

## La torre oggi
Dal 2006 le antenne poste in cima alla torre della televisione non sono più in uso, questo a causa della loro inadeguatezza tecnica in rapporto alle nuove frequenze di trasmissione.
Da luglio 2006 è dunque in funzione un'altra antenna, ossia la vicina torre delle telecomunicazioni Telekom. Attualmente dalla torre vengono però ancora trasmessi vari programmi radiofonici.
La torre della televisione è oggi uno dei maggiori punti d'interesse per chi visita la città di Stoccarda, al suo interno è così stato allestito un bar, un ristorante ed un negozio di souvenir.
Ai piedi della costruzione vi è inoltre la presenza di un altro bar e di svariati spazi di gioco per i più piccoli.